# 茂ヶ崎横穴墓群
茂ヶ崎横穴墓群（もがさきよこあなぼぐん）は、宮城県仙台市太白区二ツ沢に所在する7世紀後半から8世紀前半にかけて造営された横穴墓群。1988年に東北工業大学二ツ沢キャンパスの造成工事中に発見され、25基の横穴墓が確認・発掘調査された。現存しない。

## 立地
茂ヶ崎は大年寺山の古名である。大年寺山の中腹では大年寺山横穴墓群、二ツ沢横穴墓群が見つかっており、茂ヶ崎横穴墓群や周辺の他の横穴墓群とあわせて向山横穴墓群という。茂ヶ崎横穴墓群が作られたのは、山の南斜面、小さな短い谷に面したところである。発見されたのは25基だが、未発見のものがまだある可能性が高い。谷は埋め立てられ、東北工業大学二ツ沢キャンパスの駐車場になっており、元の地形を窺うことは難しい。
横穴墓が造成された時期には、南西に数キロメートルはなれたところに当時の陸奥国府である郡山遺跡があり、向山横穴墓群にはこれとの関連が指摘されている。

## 横穴の特徴
重機を入れての工事中に発見されたため、発見時点で上部や全部が崩されていたものが多かった。地上部への出口まで確認できたものは一つもない。壁にはノミのような工具の跡があり、玄室、玄門、羨道の三つの部分からなる。
玄室は遺体が置かれた部屋である。その平面は方形、隅が丸い方形、またはそれが歪んだ四辺形で、1辺は150センチメートルから340センチメートルの範囲におさまる。一部を除き、床に排水のための溝が掘られていた。5基は床の上に全面的に小石を敷き、5基は一部分に小石を敷いた。天井はドーム形かアーチ形で、高さは100センチから218センチメートルである。
玄室への入り口部分は、そこに至る羨道より幅が狭い。それが玄門で、ほとんどの横穴では幅は60センチから85センチメートルにおさまるが、40センチや135センチメートルのような例外もある。高さまで判明したのは5基個しかないが、低いもので83センチ、高いものでは135センチメートルあった。玄門には閉塞溝を備えたものが9基あった。床に細長い溝を切ったもので、そこに板を差し込んで扉にしたと考えられる。扉の閂を差し込んだと思われる穴も2基で見つかった。閉塞石は1基にあり、人の頭より大きな石を置いて通行を断っていた。
羨道は玄室まで続くトンネルで、幅75から170センチメートルである。高さがわかったのは2基だけで、95センチと190センチメートルであった。長さは不明である。

## 出土遺物
横穴からは、土師器8、須恵器17、玉類416、金属製品48が見つかった。
発掘された土師器は坏6、高坏1、甕1。須恵器は坏1、平瓶3、長頸壺6、長頸瓶3、短頸瓶1、甕3である。
勾玉は長さ3センチ前後の瑪瑙（メノウ）製が8、長さ1.7センチのガラス製が1で、計9見つかった。碧玉製の管玉は、長さ2から4センチ程度のもの5つ見つかった。六角形やそろばん玉の形にカットした長さ1.2センチから2.6センチの水晶製切子玉が5つ、翡翠（ヒスイ）製の丸玉10、蛇紋岩製丸玉2、材質不明の丸玉2、琥珀（コハク）製の扁平な棗玉6、材質不明の棗玉2、黒い塗料を塗った材質不明（土製か）の臼玉7、その他臼玉5があった。しかしもっとも数が多いのは径3から4ミリのガラス製小玉で、329あった。5ミリ程度が7、1センチ程度のガラス玉は17である。これらの玉類には、いずれも紐・糸を通すための孔がある。
金属製装飾品として、銅に鍍金した耳輪が三つ、4号横穴からだけ出土した。
武器類としては、直刀5点、刀装具1点、鍔1点が見つかった。鉄鏃が18点、弓の飾りにする両頭金具が11点あり、刀子は6点あった。

## 人骨
3号横穴では5体分以上の人骨の断片が出土した。1人は小児で、4人は男女の成人と推定された。

## 発掘史
1988年（昭和63年）4月5日、東北工業大学の二ツ沢キャンパスの造成工事中に、穴と人骨が見つかった。後に人骨は数十年前のものと判明したが、横穴のほうは古代遺跡とわかり、仙台市教育委員会が緊急調査を実施した。4月7日、8日、11日から18日までの日程で、11基の穴が発掘調査された。そのうち1つは第2次世界大戦中の防空壕であった。調査を終了した当日に1基が見つかり、これをその日のうちに調査し終えた。
工事が再開された後、4月28日にまた横穴が5基見つかった。5月6日から16日の調査で、2次調査分は14基になったが、1次調査のときと比べ遺存状態は悪かった。横穴の端だけが検出されたものもある。これら調査の終了後、遺跡は破壊された。